# Dermatite das fraldas
Eritema das fraldas, vulgarmente conhecido como assadura é uma dermatite que parece na zona em contacto com a fralda de um bebé. Os sintomas são ardência, sensação de queimadura, irritação, coceira e dor.
As assaduras podem ser causadas por:
- Acúmulo de calor e umidade proporcionado pela fralda;
- Diarreia;
- Desidratação;
- Uso de antibióticos;
- Alergias a sabonetes, fraldas e lenços umedecidos.

Tem aspecto típico, localizando-se na área diretamente em contato com o meio, poupando as dobras de pele. Pode geralmente ser por isso diferenciada da dermatite por cândida, embora as duas possam, com certa frequência, estar associadas. Se não forem tratadas, as assaduras também podem se transformar em micoses, infecções ou candidíase

## Prevenção
- Manter a pele o máximo de tempo possível seca e arejada;
- Lavar com água e sabonete neutro.
- No caso de bebês que utilizem fraldas, fazer trocas frequentes, sempre higienizando a pele entre uma fralda e outra.

## Tratamento
O tratamento exige que os cuidados de prevenção sejam seguidos. Geralmente, pomadas e cremes de uso tópico à base de óxido de zinco e nistatina também são utilizados.